# Mejeriet
Mejeriet – ośrodek kulturalny mieszczący się w szwedzkim Lund. Wchodzi on w skład Trans Europe Halles, sieci zrzeszającej niezależne instytucje i centra kultury z całej Europy.

## Historia
Mejeriet powstał w 1896 jako spółdzielnia mleczarska, która w latach 40. i 50. była jedną z największych produkcji w całym kraju. Funkcjonowała w takiej formie do 1968, kiedy to została przeniesiona do Malmö. W lutym 1986 przeprowadzono gruntowny remont, dzięki któremu miejsce zostało przekształcone w ośrodek kulturalny. Jako miejsce wydarzeń kulturalnych, funkcjonuje od 1987. Obiekt posiada bar, restaurację, kino, teatr, salę koncertową oraz salę prób.
Na przestrzeni lat, swoje koncerty dawali tu między innymi Miles Davis, Bo Diddley, Bad Religion, Primal Scream, Sun Ra, George Clinton, Massive Attack, Dead Prez, Miriam Makeba, The Stone Roses, Iggy Pop, Elvis Costello, Oasis, Sinéad O’Connor, Ramones (1988, 1990), Izzy Stradlin (1992), Alice in Chains (1993), Screaming Trees (1993), Radiohead (1993, 1995), Megadeth (1993), Anthrax (1993), Paradise Lost (1993, 1994), Sepultura (1993), Motörhead (1993), Suicidal Tendencies (1994), The Prodigy (1994), Machine Head (1995), Black Sabbath (1995), The Misfits (1997), Type O Negative (1999), Danko Jones, (2006), In Flames (2007), Bullet for My Valentine (2008), Lamb of God (2010), Sabaton (2010, 2012), The Sisters of Mercy (2011), Gojira (2012), Mark Lanegan (2012) czy Ghost (2013).